# Wybory prezydenckie w Libanie w 1958 roku
Wybory prezydenckie w Libanie odbyły się 31 lipca 1958 roku. Nowym prezydentem został generał Fuad Szihab. Wyboru dokonał 66-osobowy parlament.
Po rezygnacji Kamila Szamuna z ubiegania się o reelekcję, parlament wybrał na nowego prezydenta naczelnego wodza armii libanskiej, generała Fuada Szihaba, popartego przez obie strony niedawnego konfliktu wewnętrznego. Było to najlepsze polityczne rozwiązanie. Nowy prezydent objął swoje stanowisko 23 września.